# Куя (приток Печоры)
Ку́я — река в Ненецком автономном округе России (часть бассейна расположена на территории Республики Коми), правый приток Печоры (впадает в протоку Куйский Шар).
Длина 186 км (215 км от истока Вой-Вож), площадь водосборного бассейна 3600 км². Очень извилиста. Питание снеговое и дождевое. Замерзает в октябре, вскрывается в мае.

## Течение

Бассейн Печоры

Река образуется от слияния рек Вой-Вож (29 км) и Воргашор (26 км). Протекает по западной окраине Большеземельской тундры. Общее направление течения на север. Перед устьем делится на рукава. Впадает с правой стороны в протоку Куйский шар реки Печоры севернее Нарьян-Мара.

## Бассейн
- Куя
  - Вой-Вож[4] (Вой-Вож) — (п)
  - Воргашор — (л)
  - Лун-Вож[4] (Лун-Вож) — (л)
  - Амбар-Вис — (л)
    - Беловейвис — (л)

  - Белая-Ю — (п)
    - Белая-Вож — (п)

  - Дикая[4] (Дикий-Ю) — (л)
    - Сиговый Вис — (л)

  - Обедник-Ю[4] (Обедник-Ю) — (п)
  - Крутовалка-Ю[4] (Крутовалка-Ю) — (п)
    - Паншор[4] (Поншор) — (л)

  - Хальмерью[4] (Хальмерью) — (п)
    - Гругбэйшор — (п)
    - Ярэйшор[4] (Ярейшор) — (п)
    - Северная — (п)
    - Нюрбейю[4] (Кюрбейю) — (л)

  - Кобыла-Вис[4] (Кобыла-Вис) — (л)